# Японское право
Японское право является одной из составных частей дальневосточного права (право стран Дальнего Востока) и состоит из современных правовых понятий с элементами, взятыми из глубокой древности.
Базовыми понятиями японской правовой науки являются право (яп. 法 хо:), система права (яп. 法体系 хо:тайкэй) и система законодательства (яп. 法制 хо:сэй), а история права или правовой системы именуется историей законодательства (яп. 法制史 хо:сэйси).
По мнению целого ряда исследователей[кого?] правосознание японцев преподносится как недостаточно высокое, отводящее правовой системе скромное место в ряду средств социальной регуляции и, напротив, придающее приоритетное значение неправовым средствам, основанным на этическом правиле гири, требующем ответить добром на добро. Именно гири является основным критерием поведения японца, а японское право, с точки зрения его функционирования, носит резко отличный характер от западноевропейского права.
Не столько писаное право, сколько устоявшиеся за многие века нормы поведения являются решающими для повседневной жизни японцев. Рассматривая нормы поведения сквозь призму философских понятий таких как, добро и зло, справедливость и несправедливость, гармония и дисгармония японское традиционное право оперирует прежде всего не столько юридическим, сколько философским инструментарием, что с полным основанием позволяет включить его, наряду с китайским и корейским правом в философскую правовую семью.
В правовой жизни японцев наиболее существенной традицией считается тенденция разрешать споры без обращения к закону и суду, связанное с этим стремление разрешать споры путём примирения, предпочтение не акцентировать внимание на интересах и правах индивида.
В Японии сохранилось и дошло до XXI века большое количество исторических документов VII—VIII веков.

## Государственное (конституционное) право Японии
В Японии действует Конституция 1947 года, которая установила конституционную парламентскую монархию, провозгласив императора «символом государства и единства нации». Однако реальная власть императора практически сведена к нулю, поскольку он отстранён от самостоятельного решения вопросов государственной политики. Все действия императора, относящиеся к государственным делам, должны осуществляться по совету и с одобрения Кабинета Министров (ст. 3 Конституции). Среди таких действий наиболее важными являются: назначение премьер-министра (по представлению парламента) и главного судьи Верховного суда (по представлению правительства); промульгация поправок к Конституции, законов, указов правительства; созыв парламента и роспуск Палаты представителей; назначение и отстранение от должности министров. Конституция оставила за императором, по существу, лишь церемониальные функции, традиционно осуществляемые в монархиях главой государства: обращение к Парламенту с речью на открытии очередной сессии, принятие верительных грамот от послов иностранных государств, подписание официальных документов.
Высший орган государственной власти в Японии — Парламент (Коккай), состоящий из 2 палат. В состав Палаты представителей (Сюгиин), которая избирается сроком на 4 года, входят 511 членов, в состав Палаты советников (Сангиин) 252 члена. Срок полномочий членов Палаты советников — 6 лет с обновлением половины состава каждые 3 года. Делегаты обеих палат избираются на основе всеобщего избирательного права. Очередные сессии Парламента проводятся раз в год. В случае необходимости правительство может вынести решение о созыве чрезвычайных сессий. Важную роль в работе палат играют постоянные и временные комитеты: каждая палата, прежде чем обсудить внесённый законопроект, должна передать его на рассмотрение постоянному комитету. Правом законодательной инициативы обладают члены палат и правительство. Однако депутаты могут представить законопроект только в том случае, если он будет поддержан хотя бы 20 депутатами нижней палаты или 10 депутатами верхней. Право принятия законов является исключительной прерогативой Парламента. Кроме того, парламент контролирует деятельность исполнительной власти, как правило, в форме интерпелляций и парламентских расследований.
Конституция Японии предусматривает два способа принятия законов. Первый — одобрение законопроекта обеими палатами. Второй — повторное одобрение Палатой представителей (не менее чем 2/3 присутствующих членов) законопроекта, отклонённого Палатой советников. Последнее слово остаётся за Палатой представителей и при решении вопросов о бюджете, и при заключении международных договоров, и при назначении премьер-министра.
Высшим органом исполнительной власти в Японии является правительство — Кабинет министров. В него входят премьер-министр, министры — руководители министерств и ведомств без портфелей. Премьер-министр назначается императором по представлению парламента из числа его членов. Премьер-министр назначает министров, большинство которых должно входить в состав парламента. По требованию премьер-министра они могут быть отстранены от должности.
Полномочия правительства обширны. Оно проводит в жизнь законы, руководит государственными делами, внешней политикой, заключает международные договоры (с одобрения парламента), составляет бюджет и вносит его на рассмотрение парламента, принимает решения об амнистиях, о смягчении и отсрочке наказаний, назначает членов Верховного суда и судей низших инстанций. Кабинет министров наделён также правом законодательной инициативы — он представляет большинство законов, принимаемых парламентом.
Конституция Японии закрепляет принцип коллективной ответственности правительства перед парламентом. Если Палата представителей принимает резолюцию о недоверии, оно должно выйти в отставку в полном составе, либо император, по совету и с согласия Кабинета, распускает Палату представителей.

## История права Японии

### Правовая система древней Японии (I—VI веков)
История японского права начинается с самых ранних форм японского государства — с периода общин-государств (I—III веков н. э.), которых, по сообщению китайских источников, на островах было около сотни (Хань-шу, Хоу-хань-шу, Вэй-чжи, Цзинь-шу). Системообразующим компонентом тогдашней правовой системы служили сначала правители, или главы общин-государств (яп. кими), а позднее в период государства Ямато (IV—VII вв.). Реконструкция правовой системы бесписьменного периода осуществляется на основе более поздних памятников (Кодзики, Нихон сёки).
Большинство японских историков[кто?] правовой системы Японии, относят её зарождение к среднему Яёй, то есть I—II векам н. э.
На ранних периодах самоорганизации всё более крупных объединений людей и вплоть до формирования общин-государств право было одним из инструментов социального регулирования, в том числе традиционных религиозных институтов. На этом этапе правовые, моральные, религиозные воззрения были слиты, право мифологизировалось.
Соотношение роли правового и религиозного начал изменялось: религия из основного инструмента социальной регуляции превратилась в фундамент для построения общин-государств, где религия отодвинулась на второй план, а правовые аспекты вышли на передний. Тем не менее, считалось, что земные порядки, власть, правила, установления, дозволения и запреты восходят к некоему божественному источнику и являются воплощением определённого божественного порядка справедливости.

### Правовая система периода Яматай (I—III века н. э.)
Общественное устройство древнейшей Японии до появления раннего государства Ямато характеризовалось раннерабовладельческим строем с чертами матрилинейности. Уже в I веке до н. э. (средний Яёй) поселения этнических групп или кровнородственных групп будзоку, обитавшие порознь, имели первоначальные формы политической организации. Общество структурировалось на роды, общины и союзы общин, но уже возникали ранние общины-государства, крупные или прочные союзы общин-поселений — зачаточные формы будущего раннего государства. Объединения общин, территориальные политические образования, в китайских хрониках «Хань-шу», «Хоу-хань-шу», «Вэй-чжи» и «Цзинь-шу» названы «государствами» (кит. трад. 國, палл. го). Возглавлялись ранние государства правителями (др.-яп. 君, «кими»).
На протяжении этого периода преобладало право отдельных общин-государств. Хранителями и толкователями норм права были сначала главы родов дзокутё, а затем — кими, которые от своего имени провозглашали волю богов.
Строительство раннего государства представляло собой объединение общин, в состав которых входили части кровнородственных групп удзи, во главе которых стояла правительница Химико в раннем государстве Нюй-ван-го (яп. 女王國 дзёо:коку), с центром в общине Яматай (II в.). В Яматай власть осуществлялась при неразделённости религиозного и светского инструментариев правления.
Сформировалось раннее право, регулировавшее вопросы преступления, назначение наказаний и их исполнения. Категории были таковы:
- цуми (яп. 罪) — преступление;
- цуми какусу (яп. 罪隠す) — сокрытие преступления;
- хараэ или хараи (яп. 払え/払い) — очищение;
- мисоги[англ.] (яп. 禊) — другая форма очищения (церемониальное погружение в реку).

Существовала солидарная ответственность перед богами: наряду с возложением санкций на совершившего преступление индивида, сообщество, к которому он принадлежал (включая главу рода), должно было для снятия загрязнения (преступления) совершить в качестве искупления общий обряд.
В уголовном праве древней Японии преступления разделяли на две группы: преступления против неба и преступления против племенного союза.

### Право Японии эпохи раннего государства Ямато (IV—VII веков)
Период истории правовой системы монархов раннего государства Ямато (IV в. н. э.—604 г. н. э.) начался с образованием в IV в. раннерабовладельческого государства Ямато, когда право монархов Ямато стало противопоставляться обычному праву общин.
Раннее государство представляло собой объединение кровнородственных групп и союзов общин в составе федерации. В Ямато была рабовладельческая социальная структура, сильная политическая власть, культ богини солнца Аматэрасу, большое влияние на общество оказывал Китай. На этом этапе в общественное сознание проникают буддизм и конфуцианство.
В данный период начинает формироваться право монархов (яп. 大君 оо-кими) Ямато в противопоставление обычному праву глав родов. Религиозное начало, на первой стадии широко использовавшееся правителями Ямато в политическом и правовом плане, затем было лишено всеобъемлющего присутствия.

### Правовая система эпохи раннесредневековой Японии (середина VII—X века)
Этап древнего права в правовой системе древней Японии продолжался с 604 года по 969 год н. э., то есть от появления «Законоположений в 17 статьях принца-регента Умаядо (Сётоку-тайси)» и до установления режима регентов и верховных канцлеров сэккан.
Этот этап истории правовой системы Японии сопоставляется в общей истории с периодами Асука (592—710 гг. н. э.), Нара (710—794 гг. н. э.) и Хэйан (794—1185 гг. н. э.). Периоды Асука и Хэйан входят в данный этап истории правовой системы лишь частично (Асука — без начальной части, поскольку до «Конституции Сётоку» не было поворота к кардинальному изменению правовой системы, а Хэйан — без заключительной части, когда режим сэккан уже придал древней правовой системе принципиально новое качественное отличие).
С точки зрения истории японского права данный период можно разделить на два подпериода: законов типа рицурё (604—810 гг. н. э.) и законов кякусики (810—969 гг. н. э.)

### Период преобладания законов типа рицурё
Государство рицурё (яп. 律令国家 рицурё: кокка) получило название по наименованию правовых актов, лежавших в её основе. Само слово рицурё, или более полно — рицурё кякусики, состояло из четырёх компонентов:
- рицу (яп. 律, приказ) — наказание зла,
- рё (яп. 令 рё:, распоряжение) — поощрение праведности. «Кяку» вносили в рицу и рё дополнения и изменения, а «сики» представляли собой подробные правила применения законов[источник не указан 4757 дней].

Начало важнейших государственных перемен в Японии связано с именем принца Умаядо, посмертное имя — Сётоку (Сётоку-тайси), занимавшего пост регента. Именно ему приписывается авторство «Законоположений Сётоку» («Законоположений 17 статей», «Законоположения из 17 статей» 604 года н. э.), которая рассматривается[кем?] как первый сохранившийся в истории Японии акт писаного права. Однако «Законоположения Сётоку» не были нормативным актом в полном смысле слова и сочетали в себе элементы как закона, так и трактата в форме предписаний и поучений, адресованных властям и народу.
Следующим важнейшим этапом в становлении государства рицурё стала Реформа Тайка, которая была проведена при императоре Котоку. Благодаря этой реформе были определены основные очертания централизованного государства.
Реформу осуществили следующие основные акты:
- клятва Котоку осуществлять принцип единого правления (отказ в признании публичной власти глав удзи);
- императорский эдикт о реформе из четырёх статей (646 год);
- декретирование структуры центрального правительства из «восьми министерств и ста должностей» (яп. 八省百官 хассё: хяккан, 649 год).

В последующее время возникло писаное право в форме первых японских писаных законов «Оми рё» и «Тэмму рё».
Первым в Японии актом чисто правового характера, появление которого означало оформление зрелой стадии государственного правления по типу рицурё, стал свод законов «Тайхо рицурё». Он относится к периоду, когда Реформа Тайка шла полным ходом. Это нормативный акт, который отразил идеи реформаторов в наиболее сформулированном виде и развивал концепции, заложенные в «Конституции Сётоку» и «Манифесте Тайка».
Вероятно, основная часть «Тайхо рицурё» была подготовлена при императоре Тэмму. Составлявшие его шесть томов рицу и одиннадцать томов рё были закончены в 701 г. н. э., при императоре Момму, и в 702 году вступили в силу.
Появление следующего свода законов — «Ёро рицурё» — стало результатом внесения изменений в «Тайхо рё». Однако, по имеющимся[где?] данным, корректировка носила характер лишь редакционной правки, и кардинальных отличий от текста «Тайхо рё» не имелось. Подготовка свода была закончена в 718 году, при императоре Гэнсё. Однако по невыясненной причине «Ёро рё» ввели в действие вместо «Тайхо рё» лишь после 757 года — почти через сорок лет.
«Ёро рицурё» — самый древний из сохранившихся доныне японских сводов законов, насчитывающий 10 томов.

### Эпоха кякусики
Кякусики как форма законодательства были сборниками законов, объединявшими законодательные акты двух видов — кяку и сики. Кяку представляли собой дополнительный материал к рицурё для изменения последних и заполнения в них лакун, сики содержали детальные правила ввода в действие и исполнения рицу, рё и кяку. Период преобладающего значения кякусики, второй период древнего этапа истории японской правовой системы, продолжался с 810 по 969 годы н. э. Роль кякусики в развитии японской государственной и правовой системы была неоднозначной. Они были одновременно как средством замедления процесса начавшегося упадка системы рицурё, так и отражением этого процесса.
Для государственной и социальной жизни Японии того времени были характерны:
- принятие буддизма;
- прекращение официальных связей с Китаем;
- модификация на японский лад системы управления государством, то того близкой к китайской (танской);
- разрушение надельной системы, распространения частновладельческих феодальных вотчин сёэн;
- превращение известных храмов в крупных землевладельцев;
- подчинение императорского двора родом Фудзивара, а также занятие членами этого рода ключевых позиций в правительстве.

На перестройку государственного механизма накладывалось проводившееся в то время составление кякусики как законодательных актов, благодаря чему можно было бы более гибко применять положения рицурё в соответствии с обстоятельствами.
С 947 года (с перерывами по XIII в.) принимались новые законы, основанные на рицурё и получившие общее наименование синсэй. В отличие от кяку и сики, они не просто ревизовали предыдущие законы, а скорее вводили институциональные новации в управление страной. Свою основную роль законы синсэй сыграли уже в следующую историко-правовую эпоху.

### Японское право в эпоху феодализма
Данный этап японской правовой системы, когда её системообразующим компонентом было право средневековой Японии (яп. 中世法 тю:сэй хо:), продолжался в течение 969—1582 гг., то есть от установления режима сэккан (с событий, известных как Анна-но хэн) до момента, когда Тоётоми Хидэёси приступил к практической работе по обмеру земель для составления земельного кадастра и проведения аграрной реформы.
Рассматриваемый этап может быть разделён на три периода.
1. Правовые системы императорского дома и владений сёэн.
2. Правовые системы сёгунатов Камакура и Муромати.
3. Правовая система «разделённых» или «воюющих провинций».

### Правовые системы императорского дома и владений сёэн
Хронологическими рамками данного периода можно считать установление режима сэккан в 969 году и принятие «Госэйбай сикимоку» в 1232 году.
Суть системы правления сэккан, ставшей знаковой для политической системы Японии второй половины IX века, заключается в том, что, в отличие от рицурё, государством фактически правили регенты и верховные советники при императоре — сэссё и кампаку. управления от системы рицурё, но не настолько, чтобы можно было говорить о полном отказе от неё.
Фактическое установление режима сэккан произошло, когда могущественный феодальный дом Фудзивара полностью подчинил себе другие дома. На постоянной основе были учреждены посты сэссё и кампаку, а представители рода Фудзивара монопольно заняли эти посты. Таким образом, получила развитие концепция освобождения монарха от практического управления страной, возникшая ещё в древнейшей Японии. В свою очередь, дом Фудзивара сочетал управление страной от имени императорского двора и проведение специфической политики на основе самобытного права внутри рода.
В 967 году, то есть почти одновременно с установлением режима сэккан, был введён в действие «Энги сики». Этот акт одновременно был и завершающей ступенью рицурё, и отправным пунктом придворной правовой системы. В ту же пору появлялись законодательные акты типа синсэй, которые формально и содержательно продолжали линию, идущую от кяку. Они издавались уже не так, как раньше, не в форме указов правительства дадзёкана, а упрощённым образом, зачастую в виде «всемилостивейшего повеления» императора. В каждом случае объединялось несколько статей запрещающего характера.
Синсэй представляли собой письменное право. Однако в то же время с новой силой получило развитие и обычное прецедентное право, основанное на ведомственных правилах. Составлялись сборники таких прецедентов. Большое значение приобрели также заключения специалистов, толкователей законов, даваемые в ответ на запросы свыше.
В эпоху сёэн главным предметом судебных разбирательств были различные виды и уровни притязаний и обязанностей, связанных с земельными отношениями. Например, существовали сики относительно владения землёй, управления ею, обработки и так далее.

### Правовая система сёгуната Камакура
Этот период длился с 1232 по 1338 г. Наиболее значимым событием в истории права Камакура является принятие в 1232 году «Госэйбай сикимоку» (или «Дзёэй сикимоку») благодаря чему прочные позиции заняло «право воинов».
Каждая из 51 статьи «Госэйбай сикимоку» была закреплением сложившегося в стране дуалистического государственного строя, в котором существовали институты императора и военного правителя сёгуна, опиравшегося на реальную силу самурайского сословия и имевшего наибольшую власть. «Госэйбай сикимоку» играл роль основного закона самурайского сословия. Он был принят по распоряжению виднейшего из всех Ходзё, занимавших пост сиккэн, Ходзё Ясутоки. К его составлению имели отношение одиннадцать членов Государственного Совета хёдзёсю и два представителя дома Ходзё — сам Ясутоки и его дядя Токифуса.
«Госэйбай сикимоку» воплотил немало прогрессивных для того времени правовых идей — о более жёсткой регламентации деятельности местных администраторов, об институте давности, об ограничении солидарной уголовной ответственности, о более мягком подходе к оценке вины рядовых участников выступлений против режима и тому подобное.

### Правовая системабакуфуМуромати (1338—1477 гг)
Период Муромати, особенно его вторая половина (1392—1573), отличался ожесточёнными сражениями между воинственными феодалами, после чего началось объединение Японии благодаря усилиям Оды Нобунаги и Тоётоми Хидэёси. В период Муромати продолжалось сосуществование императорского двора и правительства (бакуфу) военного правителя страны сёгуна — из дома Асикага.
В 1336 году был принят новый закон «Кэмму сикимоку», который состоял из вступительного раздела, посвящённого вопросу оптимального местонахождения бакуфу, и семнадцати статей об основах управления страной. Согласно господствующему[где?] мнению, форма сикимоку была избрана для этого законодательного акта в знак преемственности по отношению к «Госэйбай сикимоку», а количество основных статей должно было указывать на связь с «Конституцией из семнадцати статей» Сётоку Тайси.
Муромати бакуфу сохранило и продолжило камакурскую идею обособления трёх видов судебного процесса — сёмудзата (земельные вопросы), дзацумудзата[неизвестный термин] и кэндандзата[неизвестный термин]. Более того, при Муромати для каждого из этих видов процесса были созданы отдельные суды. Со временем эти три вида процедуры стали именоваться в соответствии с названиями судов, в которых эти процедуры осуществлялись. Процессы по делам, возникшим из-за ошибок в документах, назывались монтюдзёдзата.
При муромати бакуфу в процессах по определённым видам дел часто использовалось физическое испытание лица для выяснения воли богов. Под названием югисё применялось испытание кипящей водой, подобное прежнему способу кукадати[неизвестный термин].

### Правовая система «разделённых» или «воюющих» провинций
В период существования системы «разделённых» (бункоку) или «воюющих» провинций (сэнгоку) (1477—1582 годы) основным содержанием государственной и социальной жизни страны были затяжные междоусобные феодальные войны.
Время после «смуты годов Онин» 1467—1477 характеризовалось ослаблением власти Муромати бакуфу. Свою опору утратили и бакуфу, и императорский двор, и аристократия. Соответственно право, получившее наименование права «разделённых» или «воюющих» провинций, находилось в совершенно разобщённом состоянии.
Особенность Японии в эпоху развитого средневековья заключалась в том, что здесь отсутствовала характерная для многих стран Востока гипертрофия государственной власти. Постепенно к XV—XVI вв. создаются условия для выявления творческих способностей личности, индивидуума, который в средние века, естественно, мог проявить их как член общины, территориальной или профессиональной организации и тому подобное.
Право было разобщено, хотя общность территории, общение между феодальными образованиями порождали сходство в юридических концепциях и нормативном материале.
Самопроизвольная, то есть устанавливавшаяся на местах независимо от центра власть достигла развития с началом эпохи Средневековья. Одновременно с этим её носители вступили между собой в нечёткие договорные отношения, сформировалось японское средневековое общество, в некоторой степени напоминавшее западное.
Центральная власть закладывала в право концепцию своего господства, а местные феодалы формировали своё локальное право как инструмент сохранения независимости от центра. И те, и другие проводили через право постулат абсолютного подчинения низов верхам, вассальной преданности, но при этом выдвигалось требование разумного правления, недопущения произвола, и прочие.
Сёгунаты Камакура и Муромати издавали правила, касавшиеся главным образом проблем их собственных приближённых самураев, которые приобретали всё возрастающую административную власть на местах. Эти люди из военно-служилого сословия стали особенно широко выполнять административные функции гражданского характера в эпоху позднего Муромати, после войны Онин 1467—1477. Самурайский контроль над всей гражданской деятельностью и прямое применение военного права ко всем невоенным секторам общества, включая религиозные объединения, крестьянство, ремесленничество и коммерцию, послужили предпосылкой к установлению в XVI веке на три столетия такой формы правления, как полновластный токугавский сёгунат с правительством в виде военной полевой ставки. Таким образом, рост централизации в сфере правовой системы при Токугаве возник не на голом месте.

### Правовая система Японии на этапе перехода к Новому времени
Этап перехода правовой системы феодальной Японии к новому времени открывается в 1582 году обмером земель в Ямасиро, что было началом практической работы Тоётоми Хидэёси (в то время он ещё носил фамилию Хасиба) над составлением земельного кадастра. Продолжался он почти триста лет — до 1868 года, до конца эпохи Токугава, то есть до Реставрации Мэйдзи.
Этот этап может быть разделен на четыре периода.
1. Правовая система режима (сэйкэн) Тоётоми Хидэёси (1582—1598 гг.).
2. Создание и упрочение токугавской правовой системы типа бакухан (1603—1651 гг.).
3. Развитие токугавской правовой системы и начало её упадка (1651—1853 гг.).
4. Разрушение токугавской правовой системы (1853—1868 гг.).

### Правовая система режима Тоётоми Хидэёси
Этот период продолжался с 1582 по 1598 год.
Созданием земельного кадастра Тоётоми Хидэёси окончательно ликвидировал систему сёэн. Вместо них основной единицей феодальной структуры стала деревня (яп. 村 мура), а на смену отношениям семейного типа между феодалом и его вассаломи пришёл новый стиль отношений, центральным моментом в котором было появление фигуры протектора. Эти изменения ускорили переход к новой форме феодализма в Японии — к токугавскому государству и обществу.　В 1587 году Тоётоми завершил распространение своей власти на независимых ранее сэнгоку даймё, приняв капитуляцию дома Симадзу, в течение длительного срока сохранявшего значительную силу на острове Кюсю. Для закрепления результатов он восстановил систему заложничества санкин котай, при которой члены семей даймё были обязаны проживать в его замке. Однако титул сёгуна Тоётоми не принял.
Основным содержанием правовой жизни при режиме Тоётоми было оформление новой системы феодального господства над крестьянами, основанной на земельном кадастре (составлялся в масштабах страны в течение 1582—1598 годов). Наиболее значительными явлениями в этой области были, прежде всего, принятие в 1594 году положения об обмере полей в масштабах всей страны, а также принятие правила о запрещении крестьянами ношения мечей (1588) и введение институтов пятидворок и десятидворок (1597). Обмер полей начался в 1582 году в двух общинах, но в июне 1594 года было принято положение, в соответствии с которым он начал распространяться на всю территорию страны. Встречающееся наименование «Указ об обмере полей» («Кэнтирэй») относится именно к упомянутому положению.
Нормативный акт Хидэёси о запрещении крестьянам ношения мечей был принят 6 июля 1588 года и имел форму «окитэ», что, вероятно было бы правильнее переводить как «правило» или даже «закон». Однако в японской литературе этот документ обычно называют «Указом о запрещении крестьянам ношения мечей» («Катанагарино рэй»), соответственно, это название таким же образом переводится на русский язык. Основной социально-политический смысл этого акта состоял в установлении и закреплении ясного разделения общества по сословному признаку на вооружённых воинов и невооружённых крестьян, поскольку до этого крестьяне, имевшие оружие, порой вливались в самурайские дружины, что влекло за собой определённое размывание межсословной границы.
В 1597 году, опять же в форме окитэ, был принят акт, согласно которому под предлогом предотвращения преступной деятельности шаек разбойников, а в действительности для установления жёсткого контроля над населением самураи, находящиеся на службе у феодалов, сводились в пятидворки, а простой народ в десятидворки. При этом члены такой структуры давали письменное обязательство, скреплённое каждым из них, о недопущении мятежа и т. п. Если пятидворка (десятидворка) делала заявление о том, что её член совершил преступление, ответственность за содеянное нёс единолично преступник, но если такое заявление поступало извне, на каждого из её членов возлагалась обязанность выплатить заявителю денежную компенсацию. Тогдашняя система пятидворок и десятидворок была прообразом института пятидворок (гонингуми) токугавского сёгуната.

### Создание и упрочение токугавской правовой системы типа бакухан
К этому периоду относится отрезок времени с 1603 по 1651 год.

## Гражданское право Японии
Гражданский и Торговый кодексы конца XIX века действуют в Японии и поныне, несмотря на большое число внесённых в них изменений. Особенно значимы преобразования японского законодательства после Второй мировой войны, когда в Конституции 1946 года было провозглашено равенство в правах супругов, а в области торговых отношений и деятельности компаний в весьма существенной мере стало сказываться влияние американского права (что отчасти проявилось уже в принятом в 1922 году Законе о доверительной собственности, преследовавшем цель привлечь в страну англо-американский капитал).
Гражданский кодекс Японии состоит из Общей части и 4 разделов, посвящённых вещному, обязательственному, семейному и наследственному праву.
Торговый кодекс Японии состоит из 4 разделов, в которых регулируются следующие вопросы: общая часть, торговые компании, торговые сделки, морская торговля. В него, как и в Гражданский кодекс, после издания неоднократно вносились изменения, однако значительно чаще издавались дополнительные законы, не включаемые в эти кодексы. Среди наиболее важных из них — изданные в 1899 году законы о лицензиях, о торговых знаках, об авторском праве, законы об аренде земли и об аренде жилища, а также принятые после Второй мировой войны законы об обороте ценных бумаг, о восстановлении компаний и о возмещении ущерба, связанного с движением автомобильного транспорта.
Источниками гражданского и торгового права в Японии наряду с кодексами и отдельными законодательными актами признаю́тся действующие обычаи и нормы морали, хотя сфера их применения постепенно сокращается.
Решения японских судов формально не считаются источником права, однако на практике постановления вышестоящих судов, и в особенности Верховного суда, воспринимаются судами как нормативные акты, подлежащие неукоснительному исполнению.
Гражданский процессуальный кодекс Японии был издан в 1926 году по австрийскому образцу и предусматривал активную роль суда в ходе разбирательства дела.

## Уголовное право Японии
Уголовный кодекс Японии принят в 1907 году, в следующем году вступил в силу. Кроме того, в качестве источников уголовного права наряду с УК выступают Закон о малозначительных преступлениях 1948 года, Закон о несовершеннолетних 1948 года и другие периодически изменяемые и дополняемые акты.

## Судебная система Японии
Современная судебная система Японии сложилась в результате послеконституционных реформ 1947—1948 годов. Она включает Верховный суд, высшие, территориальные, семейные и первичные суды.
Возглавляет японскую судебную систему Верховный суд, наделённый самыми широкими полномочиями в качестве высшей судебной инстанции, высшего органа конституционного надзора и органа руководства всеми нижестоящими судами.
Высшие суды выступают главным образом в качестве судов апелляционной инстанции и рассматривают в коллегиях из 3 судей жалобы на решения и приговоры нижестоящих судов по гражданским и уголовным делам, в том числе и на решения, вынесенные по второй инстанции.
Территориальные суды рассматривают по первой инстанции основную массу гражданских и уголовных дел. Эти суды могут разбирать жалобы на решения и постановления первичных судов, вынесенные ими по гражданским делам.
Семейные суды разбирают споры имущественного и неимущественного характера между супругами, дела о наследстве, а также о правонарушениях лиц в возрасте до 20 лет.
Первичные суды являются низшими судами и рассматривают гражданские дела с небольшой суммой иска, пределы которой периодически пересматриваются Верховным судом, и уголовные дела, по которым может быть назначено наказание в виде штрафа, а также дела о некоторых категориях преступлений, караемых лишением свободы